# Punta Larici
Die Punta Larici ist ein 907 m s.l.m. hoher Nebengipfel des Monte Palaer (1073 m) und gehört damit zu den Gardaseebergen in Norditalien.

## Topographie
Die Punta Larici ist dem Monte Palaer vorgelagert und von diesem durch einen wenig ausgeprägten Sattel (Bocca Larici) getrennt. Obwohl die Punta Larici unter 1000 m Höhe bleibt, stellt sie doch einen markanten Punkt dar, da die Ostflanke sehr steil zum Gardasee hin abfällt und man vom Gipfel einen ausgezeichneten Blick nach Nordost und Südwest über den Gardasee erhält.

## Alpinismus
Die Punta Larici wird am einfachsten über Forstwege von Pregasina aus erreicht. Dieser Weg ist auch per Mountainbike als Variante der Ponalestraße beliebt. Direkt vom Gardasee führt ein weiterer Weg aus Süden steil zum Sattel Bocca Larici. 
Zwischen Bocca Larici und Punta Larici befinden sich Gebäude der aufgelassenen Alm (Malga Larici), die als Biwakhütte genutzt werden.

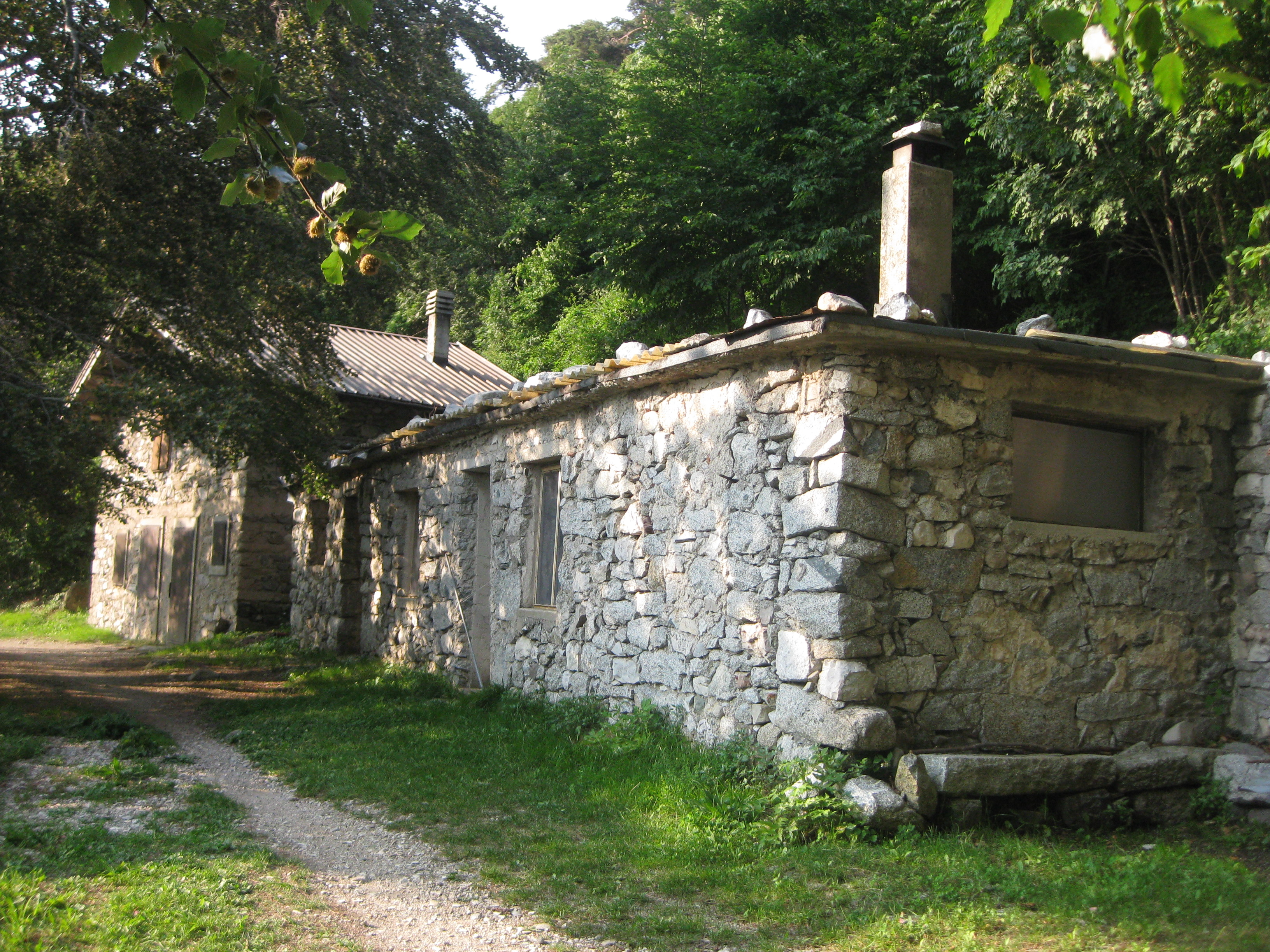
Ehemalige Malga Larici